# نوا هاوارد
نوا هاوارد (انگلیسی: Noah Havard؛ زادهٔ ۱۱ اکتبر ۲۰۰۰) قایقران کایاک اهل استرالیا است.
وی در مسابقات کشوری و بین‌المللی در مجموع برندهٔ ۱ مدال نقره شده است.